# غدارة (سلاح)
غَدارَة، هي عَصا لها مقبض يتوكأ عليه، وفي جوفها سيف قاطع، منها ما يصنع محليا، ومنها ما هو مستورد، وجمعُها غَدّارات.

## التسمية
سُميت غدارة لأنها تنطوي على شيء من الغدر لأنها ينظر إليها كعصا عادية، وعند المشاجرة والمقاتلة تنكشف عن سيف قاطع.

## أنظر أيضا
- خنجر
- خنجر عماني
- جنبية
- سيف عربي
- سيف يماني
- شمشير
- قلج
- بولوار
- تلوار
- شاشكا
- سيف مغولي تركي
- استوك
- ليويداو
- تشانغداو
- زانماداو
- نيويداو
- مياوداو